# چال‌کوی (گوموش‌حاجی‌کوی)
چال‌کوی (انگلیسی: Çalköy) یک منطقه مسکوتی در استان آماسیه کشور ترکیه است.